# Quadricalcarifera dubiosus
Quadricalcarifera dubiosus är en fjärilsart som beskrevs av Bethune-Baker 1904. Quadricalcarifera dubiosus ingår i släktet Quadricalcarifera och familjen tandspinnare. Inga underarter finns listade.